# 仁済宗恕
仁済宗恕（にんさいそうじょ、永享6年（1434年） - 永正16年（1519年））は、室町時代の臨済宗妙心寺派の僧。臨済宗大徳寺派大徳寺第62代住職。別名、本覚霊照禅師。

## 生涯
出生地は美濃国加茂郡(現在の岐阜県美濃加茂市)で土岐氏の支流蜂屋氏の出自である。妙心寺派最大門閥の東海派の祖である悟渓宗頓に師事し、8代美濃国守護土岐成頼の帰依を受け美濃国瑞林寺を開基する。
文明18年（1486年）諸国遍歴で尾張国春日井郡(現在の愛知県春日井市上条町)を訪れた際に、地元の豪族で上条城主林重緒に招かれて泰岳寺を開山し創建した。
明応7年（1498年）臨済宗大徳寺派大徳寺の住職に就任する。
永正16年（1519年）美濃国瑞林寺おいて死去。享年85。瑞林寺に葬られた。